# Oskar von Büren
Oskar von Büren (nascido em 27 de março de 1933) é um ex-ciclista de pista suíço. Competiu nos Jogos Olímpicos de Verão de 1952 em Helsinque, onde foi membro da equipe suíça de ciclismo que terminou em quinto lugar na perseguição por equipes de 4 km.